# Mario Camiña

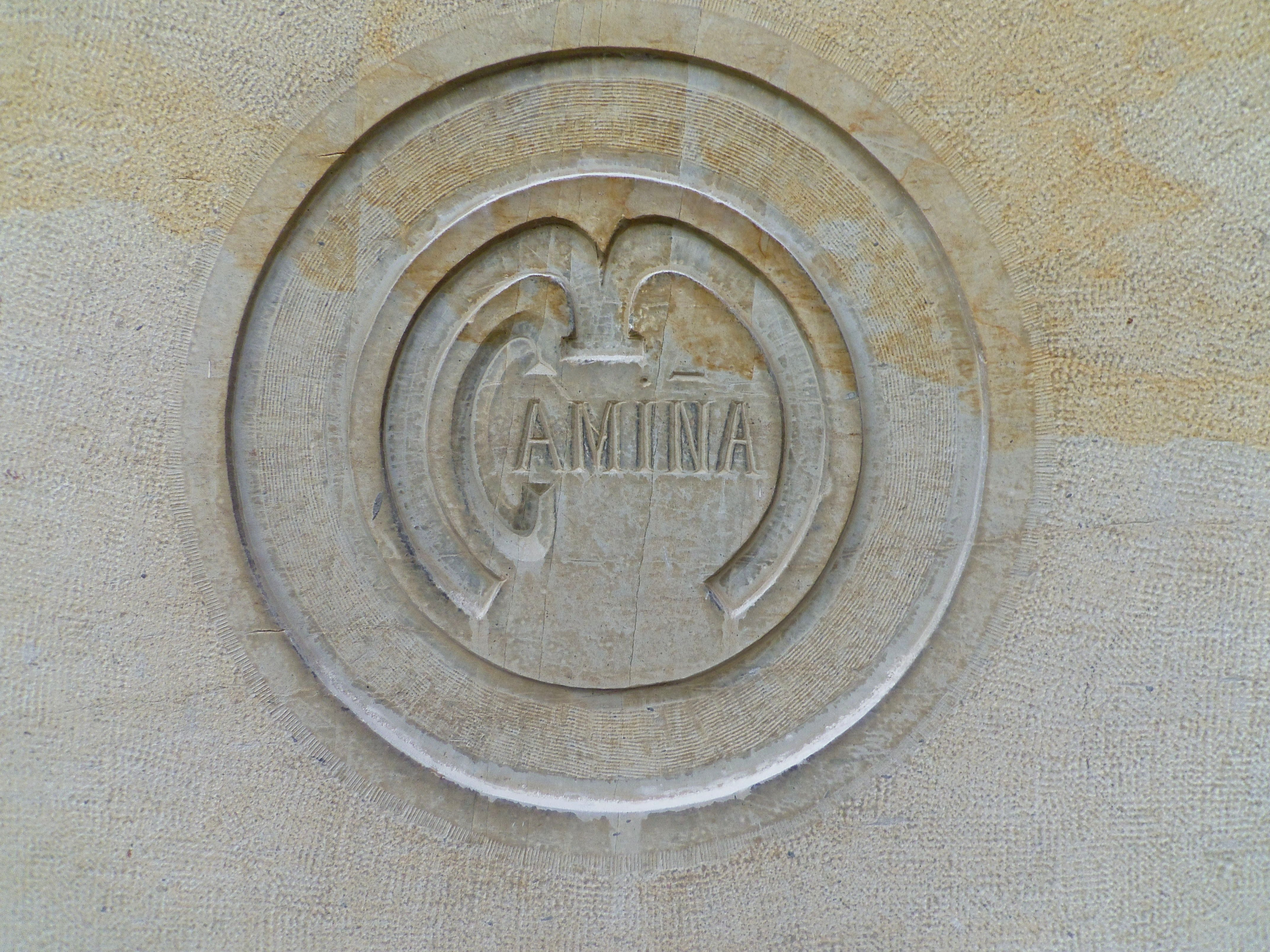
Logotipo del arquitecto en la fachada del hotel Zabalgoitia de Arceniega

Mario Camiña fue un arquitecto español destacado del modernismo en Vizcaya, especialmente dentro de la variante del secesionismo vienés. En 1902 obtuvo la plaza de arquitecto de la Diputación de Vizcaya.

## Obras destacadas
- Cementerio Municipal de Galdakoa (1904)
- Hotel Zabalgoitia, en Arceniega (Provincia de Álava (1906)
- c/ Marqués del Puerto, 10 (edificio de viviendas) (1910)[3]
- Sanatorio Marino y Heloterápico de Gorliz (1910-1919)[1]